# 1973 v loďstvech
Tento článek obsahuje významné události v oblasti loďstev v roce 1973.

## Lodě vstoupivší do služby
- 1. ledna –  Le Terrible (S 612) – raketonosná ponorka třídy La Redoutable

- 9. února –  USS Cavalla (SSN-684) – ponorka třídy Sturgeon

- 10. února –  HMS Ariadne (F72) – fregata Typu 12I Leander

- 17. února –  USS Jesse L. Brown (FF-1089) – fregata třídy Knox[1]

- 31. března –  USS Ainsworth (FF-1090) – fregata třídy Knox[2]

- 17. dubna –  HMS Swiftsure (S126) – ponorka stejnojmenné třídy

- 31. března –  HMS Bristol (D23) – torpédoborec Typu 82 Bristol

- 5. května –  USS William H. Bates (SSN-680) – ponorka třídy Sturgeon

- 16. května –  HMS Mermaid (F76) – fregata

- 23. května –  BAP Almirante Grau (CLM-81) – lehký křižník třídy De Zeven Provinciën

- 30. června –  USS Miller (FF-1091) – fregata třídy Knox[3]

- 1. července –  USNS Glomar Explorer (T-AG-193) – loď pro provádění podmořských vrtů

- 28. července –  USS Thomas C. Hart (FF-1092) – fregata třídy Knox[4]

- 17. listopadu –  USS Capodanno (FF-1093) – fregata třídy Knox[5]

- 21. prosince –  Motobu (LST-4102) – tanková výsadková loď třídy Acumi